# Mischocyttarus hoffmanni
Mischocyttarus hoffmanni är en getingart som beskrevs av Zikan 1949. Mischocyttarus hoffmanni ingår i släktet Mischocyttarus och familjen getingar. Inga underarter finns listade i Catalogue of Life.